# IC 434
IC 434 è una nebulosa ad emissione visibile nella costellazione di Orione; grazie alla sua presenza è possibile osservare la celebre Nebulosa Testa di Cavallo, una nube oscura che le si sovrappone sulla nostra linea di vista.

## Osservazione
La nebulosa si può osservare subito a sud della brillante stella Alnitak, della Cintura di Orione, e si mostra nelle foto a lunga posa o CCD con telescopi di medie dimensioni come una lunga striscia a forma di lama, che si dirige in direzione sud assottigliandosi verso la punta. La parte orientale è oscurata in un punto da una nebulosa oscura che si sovrappone alla scia luminosa di IC 434, e assume una forma così caratteristica che le ha valso il nome di Nebulosa Testa di Cavallo. Fa parte del complesso nebuloso molecolare di Orione, un vasto sistema di nebulosità ed associazioni stellari a cui appartengono anche la Nebulosa di Orione e l'Anello di Barnard.
Grazie alla sua posizione equatoriale può essere osservata da tutte le aree popolate della Terra.

## Caratteristiche
Si tratta di una regione H II che si estende a sud di Alnitak, sul bordo sudoccidentale della grande nube Orion B; presenta una forma molto allungata in senso nord-sud e riceve il vento ionizzante direttamente dalla stella σ Orionis, un brillante membro della grande associazione Orion OB1. La nebulosa raggiunge i 70' di lunghezza e si mostra con facilità nelle foto a lunga posa o nelle riprese CCD, sebbene il suo spessore sia di pochi primi d'arco.
La temperatura della regione è stata misurata tramite varie metodologie e sfruttando vari rapporti di radiazione, ottenendo inizialmente dei valori compresi fra gli 8000 K e i 7600 K; successivamente questo valore fu ridotto a 3360 K e anche meno a seconda della mappa presa come riferimento. Uno studio sulla temperatura elettronica condotto nel 1992 ha invece fornito un valore più simile ai precedenti, che si aggira sui 6000 K.